# Dragonheart (film)
Dragonheart è un film del 1996 diretto da Rob Cohen e interpretato da Dennis Quaid, David Thewlis, Pete Postlethwaite, Dina Meyer e Sean Connery come voce di Draco. La pellicola è caratterizzata da un'ambientazione a metà tra lo storico (Alto Medioevo) e il fantasy. È stato candidato per l'Oscar ai migliori effetti speciali e vari altri premi nel 1996 e nel 1997. Il film ha ricevuto recensioni contrastanti ma è stato un successo al botteghino. È stato dedicato alla memoria di Steve Price e Irwin Cohen.

## Trama
Nell'anno 984, durante la sanguinosa repressione di una ribellione, il tirannico re Freyne rimane ucciso dalla folla e suo figlio, il giovane principe Einon, viene accidentalmente ferito al cuore da una popolana inciampatagli addosso. Il ragazzo viene soccorso immediatamente dalla madre Aislinn, e dal mentore Bowen, i quali lo conducono in una caverna affinché il drago che vi abita possa salvargli la vita. Il drago acconsente, a patto che il principe giuri di governare saggiamente e con pietà, seguendo i dettami de L'Antico Codice dei cavalieri di Camelot, e dona metà del suo cuore al ragazzo, guarendolo così dalla ferita mortale. Col passare del tempo, però, Einon si rivela ancora più spietato del padre, e con la sua crudeltà mette in ginocchio la gente del regno. Bowen, credendo che l'animo del ragazzo sia stato avvelenato dal cuore del drago, si mette alla ricerca di quest'ultimo per ucciderlo e vendicarsi.
Dodici anni dopo Bowen è diventato un cacciatore di draghi, mentre Re Einon, ormai adulto, ha consolidato la propria tirannia. Un giorno, dopo essersi imbattuto in Fratello Gilbert, monaco con velleità poetiche che decide di seguirlo, Bowen finalmente riesce a incontrare e affrontare il drago (anche se non lo riconosce), il quale gli svela di essere l'ultimo drago rimasto a causa delle continue persecuzioni contro la sua specie. Drago e cavaliere lottano per ore e ore fino a che, entrambi stremati, decidono per una tregua, durante la quale diventano amici. I due decidono di mettersi in società, programmando delle messe in scena dove il drago terrorizza i contadini superstiziosi affinché paghino Bowen per eliminare la finta minaccia.
Pur se lo stratagemma funziona, il drago non è contento di questo modo di fare di Bowen: la creatura pensa sia un agire subdolo poiché i contadini sono ridotti allo stremo dalla tirannia di re Einon. Bowen non è tuttavia interessato a tutto questo, avendo perso ormai le speranze di vedere il mondo cambiato ora che il suo allievo Einon è diventato persino peggio di suo padre.
Una sera, intenti a riposarsi dopo l'ultima truffa, il drago osserva lo scudo di Bowen rafforzato con denti dei suoi simili, e capisce che il suo amico ha odiato tremendamente i draghi come lui. Bowen spiega di avere cacciato i draghi solo per trovare e vendicarsi di quello che divise il suo cuore con Einon corrompendo il suo animo e rendendo il suo ex allievo un tiranno spietato e crudele. Ormai buoni amici, Bowen decide di chiamare il drago con il nome di Draco, dalla costellazione del Drago. Draco sostiene di conoscere molto bene quella costellazione, le cui stelle sono, secondo la tradizione, le anime dei più famosi draghi caduti e che sono ascesi al cielo.
Presto però il drago, convinto anche dalla contadina Kara, la rivoltosa che diversi anni prima aveva ferito Einon, comincia a ribellarsi contro la tirannia del Re, vista la situazione disperata in cui versa il popolo. Inizialmente Bowen non vuole aver nulla a che fare con questo, ma in quel momento viene raggiunto proprio da Einon, che era sulle tracce di Kara per farla sua, ormai invaghitosene. Bowen affronta con la spada il suo ex allievo chiedendo perché sia diventato così, ed Einon spiega che Bowen era solo uno strumento per lui e che gli ha preso ciò che voleva, ritenendo l'antico codice una cosa senza valore e importanza. Bowen viene infine ferito, ma quando Einon sta per dargli il colpo di grazia, Draco apre il suo petto e gli mostra una cicatrice luminescente. Einon, preso dal panico, si dà alla fuga insieme alla sua milizia. Kara riconosce in Bowen quel cavaliere che aiutò i contadini a ribellarsi anni addietro contro il padre di Einon, e che la sua forza può aiutare ancora una volta un popolo sottomesso da un tiranno.
A seguito di una truffa finita male, Draco trasporta Bowen, Kara e il frate Gilbert, amico di Bowen, sull'isola di Avalon. Qui Draco spiega che, nei tempi antichi, il più saggio dei draghi della sua razza fece riunire tutti i draghi, facendogli giurare di vegliare sull'umanità appena giunta sulla Terra e di proteggerla. Al momento della sua morte, nacque in seguito la costellazione dei draghi, ovvero il loro paradiso. Draco aveva deciso di condividere il suo cuore con un ragazzo moribondo, sperando di riunire l'uomo e il drago come una volta, potendo così guadagnarsi un posto nel paradiso dei draghi assieme ai suoi fratelli, ma la scelta si rivelò sbagliata, poiché il ragazzo è diventato un re spietato e malvagio. Bowen capisce pertanto che è stato Draco a dividere il suo cuore con Einon: Draco confessa che già anni prima era al corrente del temperamento del giovane, ma sperò che la metà del suo cuore potesse purificarlo. Sentendosi responsabile di tutto ciò e cercando la redenzione, Draco decide di andare con Kara e frate Gilbert per prepararsi a spodestare Einon. Bowen, rimasto solo in mezzo alla pioggia, ha una visione del grande Re Artù, che gli ricorda il valore e il significato del suo titolo di cavaliere grazie alle parole dell'Antico Codice. Bowen ripete quindi il giuramento e, al termine, Draco gli offre riparo dalla pioggia sotto la sua ala.
Mentre Kara e Gilbert cercano di convincere i contadini a ribellarsi, Bowen compare insieme a Draco, pronti per aiutare i contadini addestrandoli all'imminente combattimento per liberarsi dal giogo di Einon. Nonostante l'apparente vittoria nella battaglia contro le forze del reame, Bowen scopre che Einon non può essere ucciso direttamente: ogni ferita mortale al suo cuore infligge invece dolore al proprietario originario, ovvero Draco; solo se il drago viene ucciso, anche Einon morirà. Resosi conto di ciò, Einon fa catturare Draco da dei cacciatori di draghi ingaggiati da sua madre Aislinn, per essere tenuto al sicuro. Bowen, in compagnia di Kara e di fratello Gilbert, entra di nascosto nel castello per salvare Draco.
Sul momento di essere scoperti dalle guardie vengono salvati tempestivamente dai contadini, anch'essi affezionatisi a Draco, i quali cercano di far guadagnare tempo per permettere a Bowen di salvarlo mentre loro apriranno i cancelli del castello. Resasi conto del legame vitale che lega suo figlio Einon a Draco, Aislinn, nella notte, raggiunge Draco tenuto in catene e si dichiara pentita di avere chiesto quella volta a Draco di salvare suo figlio, comprendendo solo in seguito di quanto esso fosse crudele e spietato. Draco le chiede infine di porre fine alla sua vita come unico modo per fermare Einon, ma il suo tentativo di uccidere Draco viene fermato da Einon stesso, che intuisce le vere intenzioni della madre e le ragioni perché questa aveva chiamato gli ammazza-draghi al castello.
Benché consapevole che verrà presto uccisa, Aislinn ammette apertamente che voleva rimediare all'errore di aver salvato il figlio in passato. Riuscito a entrare nella roccaforte insieme a Kara, Bowen affronta apertamente in duello Einon e lo sconfigge facendolo cadere dalla cima del castello, soccorrendo infine l'amico drago. Benché Einon sia stato sconfitto, Draco è consapevole che la sua malvagità non sarà distrutta finché avrà vita, e l'unico modo per fermarlo definitivamente è che Draco stesso debba morire, quindi gli chiede infine di dargli il colpo fatale. Il cavaliere è distrutto dalla notizia di uccidere il suo amico drago e si rifiuta, consapevole che egli è l'ultimo dei draghi rimasti.
Einon ricompare in quel momento e tenta di uccidere Bowen, ma Draco apre il suo petto mostrando il cuore: addolorato, Bowen scaglia un colpo mortale al cuore del suo amico, ponendo così fine anche alla vita di Einon. Bowen, a cui si aggiungono anche i contadini, assiste agli ultimi istanti di Draco e gli domanda come faranno senza di lui: mentre il suo corpo si trasforma in puro spirito di luce, Draco risponde sereno di guardare sempre le stelle in cielo. Grazie al suo eroico sacrificio, l'ultimo drago ascende al paradiso e si ricongiunge ai suoi fratelli fra le stelle della costellazione del Drago, vegliando sui suoi amici e sul loro regno per gli anni a venire.

## Personaggi
- Bowen: Un cavaliere dell'Antico Codice che diventa un ammazzadraghi e poi si allea con Draco. Il regista Rob Cohen è rimasto colpito da Quaid, dicendo alla produttrice Raffaella De Laurentiis "[Quaid] è un cavaliere del vecchio codice". Cohen ha definito Quaid "ovviamente intelligente e divertente con cui lavorare", e ha detto che "davvero [pensava] di [essere] Bowen". Quaid ha seguito un addestramento rigoroso per il ruolo, praticando principalmente il combattimento con la spada. Quaid e Cohen volevano entrambi che la tecnica della spada di Bowen avesse un "sapore orientale", quindi Quaid si è allenato con il maestro giapponese Kiyoshi Yamasaki.
- Draco: L'ultimo drago rimasto. Draco però non è il suo vero nome, poiché egli spiega che pronunciarlo, nella lingua umana, è molto difficile. Bowen decide allora di ribattezzarlo col nome Draco, in onore della costellazione del Drago. Cohen ha ritenuto che fosse "molto importante che la personalità [del drago] derivasse dall'attore che avrebbe interpretato la voce" e ha detto che Connery era l'unico attore che aveva in mente per il ruolo. Ha descritto la voce di Connery come "unica" e "immediatamente riconoscibile", ma ha detto che era "ciò che [Connery] rappresentava nella vita come attore e come uomo ciò che volevo per Draco". La registrazione vocale per Draco è stata eseguita in tre sessioni. Per aiutare ad animare le espressioni facciali di Draco, Cohen e gli animatori dell'ILM hanno scattato primi piani di Connery dai suoi film precedenti, hanno classificato le clip in base all'emozione espressa e li hanno messi in nastri separati per un facile riferimento.
- Kara: Una bellissima e coraggiosa contadina che cerca vendetta su Einon per aver ucciso suo padre, il capo dei ribelli che hanno provocato la morte del precedente re. Meyer è stata la seconda attrice che Cohen ha intervistato per il ruolo. Cohen ha dichiarato di aver bisogno di un'attrice che fosse "forte e qualcuno che potesse, alla fine, gestire se stessa una coppia di asce vichinghe e apparire credibile". Sandra Kovacikova interpreta Kara da giovane.
- Fratello Gilbert: Un monaco e aspirante poeta che si unisce a Bowen e Draco nella rivolta contro Einon, durante la quale scopre un inaspettato talento per il tiro con l'arco. Cohen voleva Postlethwaite per il ruolo basato sulla sua interpretazione in Nel nome del padre, sentendo che "chiunque fosse assicurato in un ruolo drammatico avrebbe potuto prendere il fratello Gilbert e renderlo reale e deliziosamente divertente".
- Re Einon: Il re tirannico che condivide parte del cuore di Draco. Cohen ha scelto Thewlis in base alla sua interpretazione in Naked - Nudo, affermando che "ciò che rende spaventoso un cattivo è il cervello, non i muscoli". Il giovane Einon nelle scene di apertura del film è stato interpretato da Lee Oakes.
- Brok: Il cavaliere di Einon che servì al fianco del padre di Einon quando era re. Verrà ucciso da Kara.
- Felton: Il secondo in comando di Einon. Assume Bowen per uccidere un drago che imperversa nel suo villaggio, ma si rifiuta di pagare dopo aver appreso di più su Bowen. Verrà ucciso dal contadino Hewe corso in aiuto di Kara.
- Regina Aislinn: La madre di Einon, proveniente da un popolo amico dei draghi. Lascerà intendere di essere stata presa con la forza da suo marito, il vecchio re tiranno, che la violentò nelle sue stanze, forzandola ad essere poi la sua regina. Verrà uccisa dal suo stesso figlio. Cohen ha trovato Christie tramite l'agente di casting di David Thewlis.
- Hewe: un contadino amico del padre di Kara. Dopo essere stato ridotto in schiavitù e privato di un occhio, si rifiuta di tornare a combattere, soprattutto per proteggere le sue tre figlie, ma poi si unirà a Bowen, Kara, Fratello Gilbert e Draco e si riconcilierà con Kara salvandole la vita da Felton.

## Produzione
Il film è stato girato in Slovacchia dal 1994 nel Castello di Spiš.
Sean Connery non si limitò solo a prestare la voce al personaggio di Draco, ma diede anche le espressioni facciali al drago.

## Colonna sonora
La colonna sonora del film a cura di Randy Edelman uscì il 28 maggio 1996. Di seguito la tracce:
1. The World Of The heart-Main Title – 3:19
2. To The Stars – 3:14
3. Wonders Of An Ancient Glory – 2:23
4. Einon – 3:53
5. The Last Dragon Slayer – 4:01
6. Bowen's Ride – 2:35
7. Mexican Standoff – 2:21
8. Draco – 1:17
9. Refreshing Swim – 1:25
10. Re-Baptism – 2:48
11. Bowen's Decoy – 3:23
12. Kyle, The Wheat Boy – 4:25
13. The Connection – 2:26
14. Flight To Avalon – 2:55
15. Finale – 5:28

## Accoglienza

### Incassi
Distribuito in 2 193 sale, il film ha incassato 51 367 375 dollari negli Stati Uniti e 63 900 000 nel resto del mondo, per un totale di 115 267 375 dollari.

### Critica
Sulla base delle recensioni di 30 critici compilate in modo retrospettivo, Rotten Tomatoes ha assegnato al film un punteggio del 50% con una valutazione media di 5,7 su 10. Il consenso del sito afferma: "Dragonheart ci regala l'azione medievale, un Dennis Quaid splendidamente servibile e Sean Connery come un drago parlante e, sfortunatamente, una storia che in gran parte non riesce a coinvolgere." I critici hanno elogiato la premessa, gli effetti visivi e lo sviluppo dei personaggi, ma hanno considerato la sceneggiatura confusa e cliché.
Roger Ebert assegnò al film tre stelle su quattro, dicendo: "Sebbene nessuna persona ragionevole di età superiore ai 12 anni sarebbe presumibilmente in grado di prenderlo sul serio, ha comunque una gioia spensierata, un'allegria, una spensieratezza, che ricorda i giorni in cui i film si accontentavano di essere divertenti. Aggiungilo all'impressionante risultato tecnico con cui è stato creato il drago e hai qualcosa da riconoscere qui. Non è un grande cinema, ma sono contento di averlo visto". Jami Bernard del New York Daily News ha descritto il film come "un film per persone abbastanza giovani da tenere i draghi nei serragli della loro immaginazione". Ha continuato dicendo che "il drago è la parte più credibile dell'intero film". Ken Tucker di Entertainment Weekly ha dato al film una recensione positiva. Tuttavia, ha criticato il fatto che Sean Connery ha fornito la voce di Draco, dicendo che "Se solo Sean Connery non avesse una voce così meravigliosamente distintiva, Draco potrebbe vivere e respirare come la sua stessa creatura".

## Riconoscimenti
- 1997 - Premio Oscar
  - Candidatura per i miglior effetti speciali a Scott Squires, Phil Tippett, James Strauss e Kit West
- 1997 - Saturn Award
  - Miglior film fantasy
  - Candidatura per i migliori costumi a Thomas Casterline e Anna B. Sheppard
  - Candidatura per la miglior colonna sonora a Randy Edelman
  - Candidatura per i migliori effetti speciali a Scott Squires, Phil Tippett, James Strauss e Kit West
- 1996 - Annie Award
  - Candidatura per la migliore animazione a Rob Coleman
  - Candidatura per il miglior doppiaggio a Sean Connery
- 1996 - Catalonian International Film Festival
  - Candidatura per il miglior film
- 1997 - Hollywood Film Award
  - Hollywood Digital Award a Scott Squires
- 1997 - Online Film and Television Association Film Award
  - Miglior doppiaggio a Sean Connery
  - Candidatura per il miglior film fantascientifico/fantasy/horror
  - Candidatura per i migliori effetti speciali
- 1997 - Satellite Award
  - Candidatura per i migliori effetti visivi a Scott Squires

## Altri media
Nello stesso anno dell'uscita del film venne distribuito un videogioco omonimo sviluppato da Torus Games e pubblicato da Acclaim Entertainment per Game Boy. Il titolo è un'avventura grafica punta e clicca in cui il giocatore interpreta Sir Bowen che dovrà sconfiggere i vari draghi sputafuoco che incontrerà lungo il cammino.
Dalla sceneggiatura del film è stata tratta una trasposizione letteraria a opera di Charles Edward Pogue. Il libro di Dragonheart in Italia è stato pubblicato dalla Sperling & Kupfer.

## Sequel
Il film ha avuto quattro sequel direct-to-video: Dragonheart 2 - Una nuova avventura, Dragonheart 3 - La maledizione dello stregone, Dragonheart 4 - La battaglia per l'Heartfire e Dragonheart: Vengeance.

## Remake
Matthew Feitshans, sceneggiatore principale degli ultimi due film, ha dichiarato durante la produzione del terzo film, che il piano era quello di mantenere lo slancio con la serie e spera, di portare un remake del film originale.